# Khaṭīb
Il khaṭīb (in arabo خطيب‎?) è un termine arabo usato per indicare una persona che pronuncia il sermone (khuṭba) durante la preghiera islamica del venerdì in moschea o durante la ṣalāt del "ʿĪd (festività maggiore) del hajj" (pellegrinaggio alla Mecca e dintorni).
Il khaṭīb è di norma l'imam (guida della preghiera) della moschea, ma talvolta i due ruoli possono essere assunti da persone differenti. Non esistendo sacerdozio nell'Islam, non vi sono requisiti diversi dall'essere musulmani adulti, puberi, maschi, sani di corpo e di mente e di buona onorabilità. Si richiede che per l'esercizio di khaṭīb si sia in stato di purità rituale (conseguibile con il wuḍūʾ ).
Nel contesto sciita, il più autorevole studioso, incaricato dell'opera di esegesi coranica e di tenere l'allocuzione del giorno del venerdì islamico si chiama Imām jomʿe (in persiano امام جمعه‎).
La funzione è diventata, per il prestigio connesso, una sorta di cognome nei paesi islamici.